# Леопард (подводная лодка)
«Леопард» — российская и советская подводная лодка типа «Барс». Построена в 1914—1916 годах, входила в состав Балтийского флота. Участвовала в Первой мировой войне, совершила пять походов, числилась в строю до 1936 года.

## История строительства
«Леопард» был заложен 3 июля 1914 года на заводе «Ноблесснер» в Ревеле, предназначался для Балтийского флота. Спуск на воду состоялся 3 декабря 1916 года. Во время строительства ниши бортовых торпедных аппаратов «Леопарда» были заменены на небольшие углубления на палубе. Из-за отсутствия заложенных в проекте мощных дизелей (2х1320 л. с.) на «Леопард» были установлены два дизеля по 250 л. с., снятые с канонерских лодок типа «Шквал». Командиром лодки во время строительства был К. К. фон Нерике.
В конце декабря 1916 года подводная лодка «Леопард» под командованием В. В. Тихомирова вступила в строй и была зачислена в состав 3-го дивизиона Дивизии подводных лодок Балтийского моря. В качестве артиллерийского вооружения «Леопард» получил по одному орудию калибров 75 мм, 57 мм, 37 мм (зенитное) и один пулемёт, но на момент вступления в строй было установлено только одно из орудий.

## История службы
Зимой 1916—1917 года лодка получила удлинённые до уровня перископов трубы воздухозаборника и выброса газов, тем самым получив возможность для зарядки батарей на перископной глубине. В 1917 году «Леопард» принимал участие в Первой мировой войне на Балтийском море. Совершил пять боевых походов, в торпедные атаки не выходил. 11 июня 1917 года «Леопард» столкнулся со сторожевиком «Гарпун», который в итоге затонул. В октябре лодку привлекали для участия в Моонзундской операции.
Экипаж «Леопарда» активно участвовал в событиях Февральской и Октябрьской революций.

### Служба в советском флоте
В 1918 году «Леопард» с группой других кораблей участвовал в Ледовом походе, в феврале перейдя из Ревеля в Гельсингфорс, а в апреле — из Гельсингфорса в Кронштадт. Во время этого перехода, 10 апреля, «Леопард» протаранил кормовую часть неожиданно остановившейся однотипной подводной лодки «Пантера», которую из-за полученных повреждений в результате до конца перехода взяли на буксир.
В июне 1918 года на «Леопарде» произошёл взрыв газов в аккумуляторной батарее. Лодка была выведена в резерв и до 1921 года находилась на длительном хранении в Кронштадте. В 1921 году, после капитального ремонта, вернулась в состав действующих сил под новым именем «ПЛ-4». Бортовые торпедные аппараты были демонтированы, ниши заделаны.
31 декабря 1922 года «ПЛ-4» была переименована в «Красноармеец». В 1926 году на лодке произошла авария, устранение которой потребовало использование механизмов уже списанных к тому времени однотипных лодок «Вепрь», «Кугуар», «Язь».
В 1931 году во время учений «Красноармеец» протаранил подводную лодку «Рабочий», которая затонула со всем экипажем в 45 человек. В результате расследования были арестованы и осуждены три члена экипажа «Красноармейца»: назначенный за три дня до аварии вахтенный начальник И. В. Тиманов, командир А. Д. Атавин и военный комиссар В. Н. Толкачёв. Атавина осудили на десять лет и этапировали в Соловецкий лагерь особого назначения. Он пытался оттуда бежать на парусной шхуне, но был пойман и расстрелян.
До 1932 года «Красноармеец» находился в боевом строю, участвовал в учебных походах, в том числе посещал Копенгаген. 10 декабря 1932 года переименован в «У-3» и передан Учебному отряду подводного плавания. 15 сентября 1934 года переименована в «Б-7».
8 марта 1936 года выведена из состава флота, переоборудована в плавучую зарядовую станцию, служила в этом качестве до конца 1940 года, после чего окончательно списана и разделана на металл.

## Командиры
- декабрь 1915 — июль 1916: К. К. фон Нерике
- декабрь 1916 — март 1917: В. В. Тихомиров
- март — декабрь 1917: Л. А. Трофимов
- декабрь 1917 — август 1918: Г. А. Шредер
- сентябрь 1918 — январь 1919: В. Я. Вавилов В. Я. (врио), он же в период с марта по апрель 1919
- январь-март 1919: А. А. Ждан-Пушкин
- апрель — декабрь 1919: В. Е. Данюшевский, 26 декабря 1919 объявлен дезертиром
- апрель 1920 — ноябрь 1926: Н. А. Жимаринский
- январь 1927 — май 1928: В. П. Семиголовский
- май 1929 — апрель 1931: А. Г. Булавинец
- апрель — июнь 1931: А. Д. Атавин
- июль 1931 — апрель 1934: В. К. Володзько (до 29 декабря 1931 как врио)
- 1934 — май 1935: Н. С. Подгородецкий

## Память
24 января 1991 года наименование «Леопард» получила российская многоцелевая краснознамённая атомная подводная лодка К-328 проекта 971.